# Mont Chiginagak
Le mont Chiginagak ou mont Chigignagak, en anglais Mount Chiginagak et Mount Chigignagak, est un volcan des États-Unis situé en Alaska, dans la chaîne aléoutienne.

## Géographie

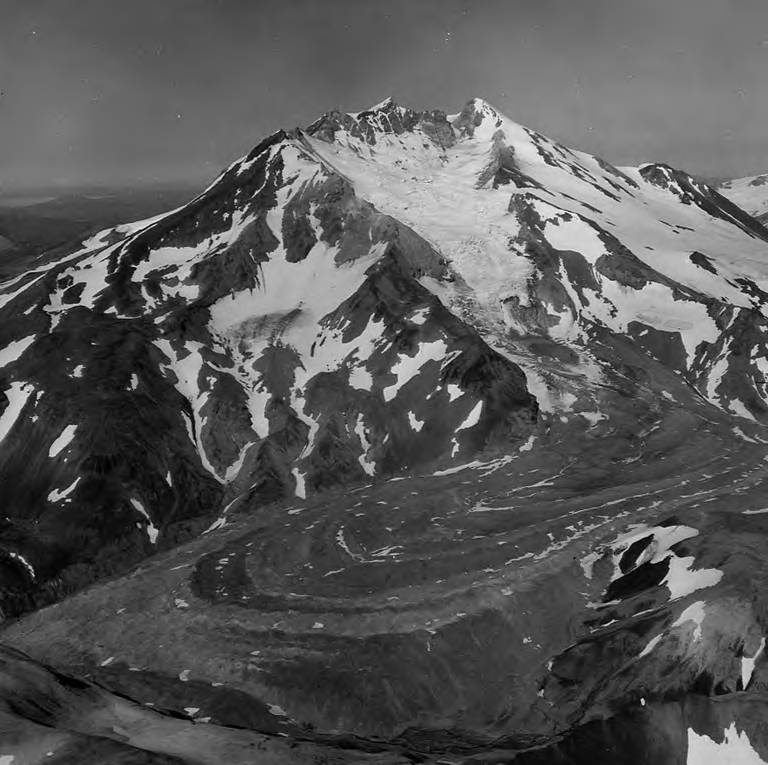
Le mont Chiginagak et son glacier en août 1960.

Le mont Chiginagak est situé dans le Nord-Ouest des États-Unis, dans le Sud-Est de l'Alaska, au centre de la péninsule d'Alaska. Il est entouré au nord-ouest par le lac Mother Goose, au sud-est par la baie Chiginagak et au nord-est et au sud-ouest par les montagnes de la chaîne aléoutienne. Administrativement, il fait partie du borough de Lake and Peninsula et est inclus dans le refuge faunique national de la Péninsule d'Alaska.
Ce stratovolcan culmine à 2 221 mètres d'altitude. Il est couronné par des dômes de lave ainsi qu'un cratère en fer à cheval ouvert en direction du sud-ouest et se prolonge par une profonde vallée jusqu'au pied de la montagne. Sur les flancs Nord-Ouest et Sud-Est du volcan se trouvent d'autres dômes de lave et une coulée de lave recouverte de dépôts pyroclastiques s'étend sur le versant oriental. En raison de son altitude et de sa latitude, il est couvert de glaciers et de neige.

## Histoire
Le volcan étant éloigné des zones habitées, seules deux éruptions sont connues de manière certaine sur le mont Chiginagak. La première, de nature explosive avec un indice d'explosivité volcanique de 2, a eu lieu en juillet 1971. La seconde s'est déroulée le 13 août 1998 avec des explosions d'indice d'explosivité volcanique de 2 au sommet du volcan. Entre l'été 2004 et l'été 2005, un lac s'est formé dans le cratère sommital du mont Chiginagak. Le rebord méridional de ce cratère s'étant rompu, une partie du lac s'est vidé dans la brèche ainsi ouverte, formant un lahar à la surface du glacier qui fait gonfler l'Indecision Creek de un à deux mètres. Cet événement s'est vraisemblablement produit en juillet 2005, une forte odeur de soufre ainsi qu'une coloration jaunâtre des eaux du torrent ayant été remarqués à l'époque, mais il ne serait pas lié à une éruption du volcan.
L'activité volcanique se manifeste actuellement par des fumerolles sur le flanc Nord-Est de la montagne vers 1 600 mètres d'altitude ainsi que deux sources chaudes comportant des dépôts de travertin au nord-ouest au pied du volcan.